# Suha Lohvîțea, Ciornuhî
Suha Lohvîțea (în ucraineană Суха Лохвиця) este un sat în comuna Bilousivka din raionul Ciornuhî, regiunea Poltava, Ucraina.

## Demografie
Componența lingvistică a localității Suha Lohvîțea
     Ucraineană (100%)
Conform recensământului din 2001, toată populația localității Suha Lohvîțea era vorbitoare de ucraineană (100%).